# Oblast Homel
De oblast Homel (Wit-Russisch: Го́мельская во́бласць, Homielskaja vobłaść; transliteratie: Homel'skaya Voblasts; Russisch: Го́мельская о́бласть, Gomel'skaya Oblast) is een provincie in Wit-Rusland met als hoofdstad Homel. Andere belangrijke steden in de oblast zijn Mazyr, Zjlobin, Svetlogorsk, Retsjytsa, Kalinkavitsji, Rogatsjov en Dobroetsj. De oblast had in 2004 naar schatting 1.485.100 inwoners, zo'n 16,4% van het totaal aantal inwoners van Wit-Rusland.
De oblast is gelegen in het zuidoosten van Wit-Rusland en grenst aan de buurlanden Oekraïne en Rusland. Niet ver over de grens ligt de Oekraïense spookstad Tsjernobyl. De kernramp van Tsjernobyl (1986) heeft ook in de oblast Homel veel schade veroorzaakt en zorgde ervoor dat veel inwoners naar de oblast Vitebsk of de Wit-Russische hoofdstad Minsk verhuisden.
De grootste steden in de oblast zijn:
- Homel (481.200 inwoners)
- Mazyr (111.800)
- Zjlobin (72.800)
- Svetlogorsk (71.700)
- Retsjytsa (66.200)
- Kalinkavitsy ( 37.900)
- Rahatsjow (34.700)

## Demografie
Op 1 januari 2017 telt de oblast 1.420.656 inwoners. Het geboortecijfer is hoger dan de rest van Wit-Rusland en bedroeg 12,9‰ in 2016 (landelijk: 12,4‰). Vanwege de daling van het aantal vrouwen in de vruchtbare leeftijdscategorie is het aantal geboorten teruggedrongen waardoor het geboortecijfer is gedaald tot 11,3‰ in 2017 . Het sterftecijfer bedroeg 13,0‰ in 2017, een lichte daling vergeleken met 13,1‰ in 2016. De natuurlijke bevolkingsgroei is negatief en bedraagt -1,7‰ in 2017, terwijl het een jaar eerder nog -0,2‰ bedroeg.
Brest · Homel · Grodno · Mogiljov · Minsk · Vitebsk · Gorod Minsk